# Montegaldella
Montegaldella är en ort och kommun i provinsen Vicenza i regionen Veneto i Italien. Kommunen hade 1 789 invånare (2018).